# Hans Maldonado
Carlos Hans Maldonado (25 juli 1957 – 1 juli 1999) was een Ecuadoraans profvoetballer, die speelde als verdediger gedurende zijn loopbaan. Hij overleed op 41-jarige leeftijd.

## Clubcarrière
Maldonado kwam uit voor Club Deportivo El Nacional en Barcelona SC. Hij won vijf landstitels in totaal.

## Interlandcarrière
Maldonado speelde in totaal twintig interlands (één doelpunt) voor Ecuador in de periode 1983-1985. Onder leiding van bondscoach Ernesto Guerra maakte hij zijn debuut op 26 juli 1983 in de vriendschappelijke thuiswedstrijd tegen Colombia (0-0), net als Hamilton Cuvi, Wilson Armas, Gabriel Cantos, Orlando Narváez en Tulio Quinteros.

## Erelijst
Club Deportivo El Nacional
- Campeonato Ecuatoriano

1982, 1983, 1984, 1986
 Barcelona Sporting Club
- Campeonato Ecuatoriano

1991